# アルフォンス・オスベール
アルフォンス・オスベール (Alphonse Osbert,  1857年3月23日 - 1939年 8月11日) はフランスの象徴主義の画家である。

## プロフィール
1857年に豊かな商工業を営む家に生まれ、その後パリのエコール・デ・ボザール（官立美術学校）へ入学、ホセ・デ・リベーラを始めとするスペインの画家達に興味を持つ。著名な肖像画家であったアンリ・レーマンのデッサン教室に所属し、アマン=ジャンやスーラとは同級生であった。美術学校卒業後、学校教授や画家であるレオン・ボナとフェルナン・コルモンの教えから伝統的な写実的絵画を描くようになり、サロンへのデビューを果たしたが、一方でスーラが無審査で参加できるアンデパンダン展を開催してもそれに目を向けようとはせず、自分の美学に固執するようになっていた。
しかし1880年末、以前から興味を抱いていたスペインへの旅行と、フォンテーヌブローの森の研究によって、画家としての姿勢に変化が現れる。モーリス・ドニやシャヴァンヌとの出会いによって、アンデパンダン展との距離が縮まり、スーラとの交流も復活した。
1880年代後半に台頭してきた新印象派と象徴主義に属する友人・知人と出会い、写実絵画やその手法からの転換を迎える。新象徴派に属するシニャックやスーラが用いた点描を取り入れるとともに、象徴主義に属するシャヴァンヌによる影響から、現実世界の写実描写から離れ神秘的な世界を描写することに傾倒していった。
オスベールの絵は大概の場合、全体的に青みがかかっており、その中に薄明の月や太陽の光に照らされた風景に立つ女性像が描かれていることが多いため、夜の詩人と呼ばれた。
1890年代、オスベールはジョセファン・ペラダンが主宰をつとめる薔薇十字カバラ会に属し、以降同会の主催する薔薇十字展の常連となった。

## 作品
- The Solitude of Christ｢孤高のキリスト｣(1897)
- nymph｢ニンフ｣ (1905)
- Lyricism in the Forest｢森の叙情詩人｣ (1910)
- The muse at sunrise｢日の出のミューズ｣ (1918)

## 関連書
- 澁澤龍彦「世紀末画廊」河出書房新社 ISBN 978-4-309-40864-4